# SimCity Creator
SimCity Creator — відеогра в жанрі симулятор містобудування, розроблена японською студією Hudson Soft і видана компанією Electronic Arts для ігрової приставки Wii у вересні 2008 року. Вперше про майбутній вихід гри оголосив представник компанії Electronic Arts Ненсі Сміт поряд з іншими іграми sim-серії: SimAnimals, MySims Kingdom, і MySims Party.

## Ігровий процес
Рушій гри багато в чому схожий на оригінальну гру SimCity, головна мета гравця полягає в тому, щоб побудувати великий і успішний мегаполіс. Для цього він повинен насамперед розміщувати промислові, житлові та комерційні зони, а для підвищення комфортності проживання та рівня життя, необхідно облаштовувати місто поліцейськими дільницями, школами, лікарнями, стадіонами тощо. Кожна ділянка має бути з'єднана дорогою. Якщо не грамотно облаштовувати дороги і не розвивати громадський транспорт, то, це призведе до транспортного колапсу і забруднення повітря. Гравець може також тематично облаштовувати своє місто, в грі доступні єгипетський, римський, японський, європейський, американський і футуристичний стилі, кожна тема має свою унікальну звукову доріжку. За допомогою WiiConnect24 гравець може пов'язувати дорогою або залізницями міста інших гравців. У місті іноді можуть відбуватися катаклізми такі, як: атака гігантських роботів, ґодзілли або інопланетян, торнадо, пожежі і падіння метеоритів.

## Критика
Гра отримала змішані відгуки, за версією сайту Metacritic, гра набрала 67 з 100 балів на основі 17 відгуків. Демон Хетфілд, критик сайту IGN зазначив, що задум гри не поганий, але сам розкритикував гру за те, що вона доступна тільки для Wii і за незручне управління, яке явно не підходить для ігрових приставок.